# King George VI Park
King George VI Park är en park i Kanada.   Den ligger i provinsen British Columbia, i den södra delen av landet, 3 200 km väster om huvudstaden Ottawa. King George VI Park ligger 981 meter över havet.
Terrängen runt King George VI Park är varierad. Närmaste större samhälle är Rossland, 7,5 km norr om King George VI Park.
I omgivningarna runt King George VI Park växer i huvudsak blandskog. Runt King George VI Park är det mycket glesbefolkat, med 4 invånare per kvadratkilometer.